# Buddy Clark
Buddy Clark, geboren als Walter Clark Jr., (Kenosha, 10 juli 1929 - Mission Hills, 8 juni 1999) was een Amerikaanse jazzbassist en arrangeur.

## Carrière
Clark, die eerst piano en trombone had geleerd, richtte zich op de highschool op de contrabas. Hij studeerde in 1948/1949 aan het muziekcollege van Chicago, waar hij aan het begin van de jaren 1950 bij de bands van Bud Freeman en Bill Russo speelde. Van 1951 tot 1954 toerde hij met Tex Beneke. In 1954 verhuisde hij naar Los Angeles, werkte bij Les Brown, waarmee hij in 1955/1956 op tournee ging en verder met Conte Candoli (The Five, 1955), Sonny Criss (1956), Red Norvo en Dave Pell. In 1958 trad hij op met Med Flory tijdens het Monterey Jazz Festival, het daaropvolgende jaar ging hij met Jimmy Giuffre op een Europese tournee. Aan het begin van de jaren 1960 behoorde hij bij de Gerry Mulligan Concert Jazz Band. Tijdens de jaren 1960 was hij overigens meestal als studiomuzikant bezig. Bovendien begeleidde hij de zangeres Peggy Lee.
Aan het begin van de jaren 1970 richtte hij met Med Flory de formatie Supersax op. Clark leverde de arrangementen van Charlie Parker-titels als Parker's Mood, Lover Man, Ko-Ko en Dizzy Gillespie's A Night in Tunisia. Aan het eind van 1975 ontdeed hij zich van Flory en verliet de gezamenlijke band. Clark werkte tijdens de loop van zijn carrière ook mee aan opnamen van Terry Gibbs, Johnny Hodges, Barney Kessel, Herbie Mann, Gerry Mulligan, Lennie Niehaus, Anita O'Day en Sonny Stitt. Na zijn uittreding bij Supersax trok Clark zich geheel terug uit de muziekbusiness.

## Overlijden
Buddy Clark overleed in juni 1999 op 69-jarige leeftijd.
- Bibliothèque nationale de France: cb13892533n (data)
- Gemeinsame Normdatei: 135255929
- International Standard Name Identifier: 0000 0000 6653 2887
- Library of Congress Control Number: nr90000705
- Nationale Bibliotheek van Letland: 000069978
- MusicBrainz: c0146bc3-5338-494a-9f15-a08583faf38b
- Istituto Centrale per il Catalogo Unico: MODV659263
- Système universitaire de documentation: 156723956
- Virtual International Authority File: 195634
- WorldCat: E39PBJyCHfMQKtjyk87f7wgdwC